# Playa de Guadalquitón
La playa de Guadalquitón es una playa situada en la localidad de San Roque en la comarca andaluza del Campo de Gibraltar en España. Esta pequeña playa de 2200 metros de longitud y unos 70 metros de anchura media se sitúa entre Punta Mala y la desembocadura del río Guadalquitón, que forma un pequeño estuario, en la vertiente mediterránea de la costa del Campo de Gibraltar. Está situada en una zona poco poblada por lo que el estado de conservación de la playa y de su entorno más inmediato es muy bueno. Al este de la playa se encuentra la barriada sanroqueña de Sotogrande.

## Conservación
El medio natural de la playa se encuentra muy degradado a pesar de la escasa afluencia de veraneantes. Esto se debe a que en los años 1980 se produjo en la zona de dunas fijas una intensa extracción de arenas para la construcción de las exclusivas urbanizaciones de los alrededores y de los campos de golf que circundan la zona.
Además esta situación se ve agravada con la pérdida de arena que provocan los temporales de Levante y el cambio producido en la costa por culpa del puerto de Sotogrande que están provocando un retroceso grave.

## Historia
En sus inmediaciones se encuentra el yacimiento romano de Guadalquitón